# Chester Williams
Chester Williams   (Paarl, 8 d'agost de 1970 - Ciutat del Cap, 6 de setembre de 2019) va ser un jugador sud-africà de rugbi a 15 i rugbi a 13. Va jugar com a extrem amb la selecció de rugbi de Sud-àfrica entre 1993 i 2000 i és especialment reconegut per formar part de l'equip que va guanyar la Copa del Món de Rugbi de 1995 que va tenir lloc a Sud-àfrica, on era l'únic jugador negre en un context post-apartheid. També va jugar al Western Province de la Currie Cup.
Després de retirar-se va entrenar la selecció de rugbi 7 de Sud-àfrica, la selecció de rugbi d'Uganda i la Universitat de Western Cape. El seu personatge és interpretat per McNeil Hendricks en el film de 2009 Invictus, dirigit per Clint Eastwood, on també va exercir d'assessor i d'entrenador.
Va morir el 6 de setembre de 2019 d'un atac de cor amb només 49 anys.